# Genghis Blues
Ghenghis Blues è un documentario del 1999 diretto da Roko Belic. Documenta il viaggio del cantante statunitense Paul Pena, un bluesman cieco che raggiunge l'isolata nazione asiatica di Tuva spinto dal suo interesse per il canto armonico tuvano.
Risultò vincitore del premio del pubblico per la sezione Documentari al Sundance Film Festival del 1999. Fu anche nominato per un Premio Oscar  nel 2000 nella categoria Miglior Documentario.

## Trama
Il documentario narra la storia del musicista blues Paul Pena. Dopo un breve flirt con fama e successo negli anni '70, la fortuna di Pena si dissolse, a causa di problemi di carriera e di salute.
Ascoltando la radio a onde corte, Pena si imbatté in una trasmissione di canto armonico, l'arte tuvana di manipolare gli ipertoni durante il canto per rendere le frequenze più alte maggiormente distinguibili, essenzialmente rendendo possibile l'emissione di due note contemporaneamente. Pena, nel corso di vari anni, imparò autonomamente il canto armonico con notevole abilità. Un giorno assistette a un concerto di canto armonico e dopo il concerto impressionò uno dei cantanti, Kongar-ol Ondar, che invitò Pena nella repubblica di Tuva, culla del canto armonico, a cantare nel festival del canto armonico che si tiene a Kyzyl, capitale di Tuva nella Federazione Russa, ogni tre anni.
Tutto il viaggio è ripreso nel documentario, così come la straordinaria mescolanza di culture e musiche.

## Produzione
I fratelli Belic girarono il film con due videocamere video 8 e lo editarono da loro. Fu dato loro il permesso di montare la pellicola durante la notte in uno studio professionale a San Francisco. Ci misero tre anni e mezzo per completare il film, e durante questo periodo di tempo vivevano con 500 Dollari al mese in un appartamento sopra un garage di riparazioni auto.